# Ołeksa Ałmaziw
Ołeksa Dmytrowycz Ałmaziw, ukr. Олекса Дмитрович Алмазів, ur. 25 grudnia 1885?/6 stycznia 1886 w Chersoniu, zm. 13 grudnia 1936 w Łucku) – generał-chorąży Armii Ukraińskiej Republiki Ludowej.
Ukończył  Aleksiejewską Szkołę Wojskową. Od 1907 oficer artylerii Armii Imperium Rosyjskiego. W 1917 roku zorganizował w Kijowie Dywizję Armatnią, która później weszła w skład 1 Dywizji Zaporoskiej. W styczniu 1918 r. brał udział w walkach z bolszewikami pod Kijowem. Pod koniec marca 1918 r. w Charkowie dywizje przeformował w Zaporoski Konno-Górski Dywizjon Armatni – popularna nazwa „ałmazowcy”. Brał udział w I pochodzie zimowym w 1919-1920 roku. Internowany w obozie w Wadowicach. Od 1921 roku na emigracji w Czechosłowacji i Polsce. Ukończył Ukraińską Akademię Gospodarczą w Podiebradach. Następnie pracował w Łucku jako technik budowlany w wydziale ziemskim. Brał aktywny udział w ukraińskim ruchu narodowym. W czasie Hołodomoru był przewodniczącym Komitetu Pomocy dla Głodujących w Ukraińskiej SRR. Był odznaczony ukraińskim Krzyżem Żelaznym, Krzyżem Semena Petlury, rosyjskim Orderem Świętego Jerzego IV klasy i Orderem Świętego Włodzimierza IV klasy. Pochowany w Łucku.